# Nicole Faust
Nicole Faust (24 de noviembre de 1973) es una deportista alemana que compitió en remo. Ganó dos medallas de oro en el Campeonato Mundial de Remo, en los años 1997 y 1998, ambas en la prueba de cuatro scull ligero.

## Palmarés internacional
| Campeonato Mundial | Campeonato Mundial     | Campeonato Mundial | Campeonato Mundial  |
| Año                | Lugar                  | Medalla            | Prueba              |
| ------------------ | ---------------------- | ------------------ | ------------------- |
| 1997               | Aiguebelette (Francia) | Medalla de oro     | Cuatro scull ligero |
| 1998               | Colonia (Alemania)     | Medalla de oro     | Cuatro scull ligero |